# Камден (Северна Каролина)
Камден (енгл. Camden) насељено је место без административног статуса у америчкој савезној држави Северна Каролина.

## Демографија
По попису из 2010. године број становника је 599.
| Група             | 2000.    | 2010.       |
| Белци             | 0 (0,0%) | 497 (83,0%) |
| Афроамериканци    | 0 (0,0%) | 52 (8,7%)   |
| Азијати           | 0 (0,0%) | 8 (1,3%)    |
| Хиспаноамериканци | 0 (0,0%) | 23 (3,8%)   |
| Укупно            | 0        | 599         |